# Gruppo dell'aragonite
Il gruppo dell'aragonite è un gruppo di minerali carbonatici che cristallizzano nel sistema ortorombico nei quali i cationi sono disposti in una struttura vicina all'impacchettamento esagonale compatto mostrando quindi un'evidente simmetria pseudoesagonale.

## Minerali del gruppo dell'aragonite
- Aragonite
- Cerussite
- Stronzianite
- Witherite